# Římskokatolická farnost Hluk
Římskokatolická farnost Hluk je územní společenství římských katolíků s farním kostelem svatého Vavřince v děkanátu Uherské Hradiště.

## Historie farnosti
První písemná zmínka o obci pochází z roku 1294. V 16. století byla farnost nekatolická, ale v roce 1625 byl nekatolický pán hluckého panství Jan z Kunovic vyhnán a po konfiskaci se novým patronem stal katolický kníže Gundakar z Lichtenštejna, za něhož byla fara 29. února roku 1640 obsazena novým knězem. Kostel sv. Vavřince byl postaven v letech 1736 – 1741.

## Duchovní správci
Přehled duchovních správců je znám od roku 1640. Od července 2013 je farářem R. D. Mgr. Josef Janek.

## Bohoslužby
| Kostel                  | Místo | Bohoslužba (den)                           | Hodina                                                                           | Poznámka     |
| ----------------------- | ----- | ------------------------------------------ | -------------------------------------------------------------------------------- | ------------ |
| kostel svatého Vavřince | Hluk  | neděle pondělí středa čtvrtek pátek sobota | 8.00, 10.30 17.30 (SEČ)/18.30 /SELČ) 17.30 (SEČ)/18.30 /SELČ) 8.00 (1. v měsíci) | farní kostel |

## Aktivity ve farnosti
Pravidelně se konají duchovní obnovy, setkání společenství, výuka náboženství, při bohoslužbách zpívá schola mládeže i chrámový sbor.
Ve farnosti se pravidelně pořádá tříkrálová sbírka. V roce 2017 dosáhl výtěžek sbírky v Hluku 156 751 korun.